# Jaden Eikermann
Jaden Shiloh Eikermann Gregorchuk (ur. 14 lutego 2005) – niemiecki skoczek do wody, olimpijczyk z Tokio 2020 i z Paryża 2024.

## Udział w zawodach międzynarodowych
| Impreza              | Rok  | Gospodarz | Wieża 10 m | Wieża 10 m  |
| Impreza              | Rok  | Gospodarz | indyw.     | synch. męż. |
| -------------------- | ---- | --------- | ---------- | ----------- |
| Igrzyska olimpijskie | 2021 | Tokio     | 21         | —           |
| Igrzyska olimpijskie | 2024 | Paryż     | —          | 7           |
| Mistrzostwa świata   | 2022 | Budapeszt | 27         | 5           |
| Mistrzostwa świata   | 2023 | Fukuoka   | 38         | 9           |
| Mistrzostwa świata   | 2024 | Doha      | 24         | 7           |
| Igrzyska europejskie | 2023 | Rzeszów   | 9          | 4           |
| Mistrzostwa Europy   | 2020 | Budapeszt | 7          | —           |
| Mistrzostwa Europy   | 2022 | Rzym      | 6          | 03 !        |